# Basílica de Santo Domingo (Siena)

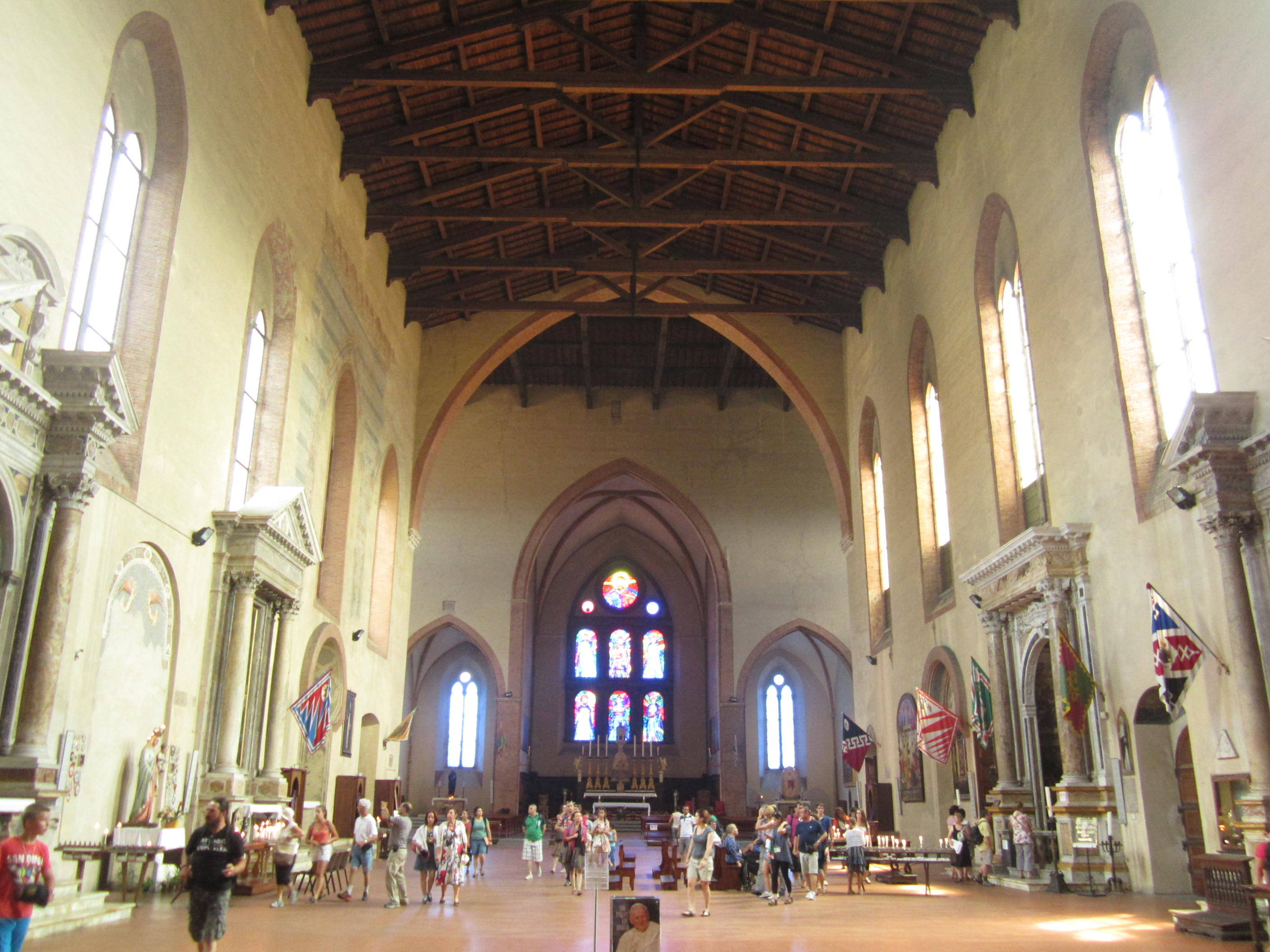
Interior de la basílica.

La basílica de Santo Domingo (en italiano basilica di San Domenico) es una edificio religioso en Siena, en la región de Toscana en Italia. Se encuentra entre el piazzale de Santo Domingo y la via della Sapienza. Fue construida en el siglo XIII y agrandada en el XIV.

## Historia
Los dominicos llegaron a Siena en el 1220, un año antes de la muerte del fundador Domingo de Guzmán. En 1225 se les donó un terreno de Fortebraccio Malavolti. Se comenzó a construir el templo entre 1226 y 1265, pero durante el siglo XIV se amplió con las formas góticas que vemos hoy. Se construyó en varias etapas y se terminó en 1465. Se incendió en 1443, 1456 y 1531. En esa última ocasión fue restaurada por Domenico Cinquini. Entre 1548 y 1552 sufrió una ocupación militar. En 1798 fue afectada por un terremoto. En el siglo XVII y en el XVIII el complejo fue objeto de varias remodelaciones barrocas, y se le agregaron algunos altares laterales.
Después del terremoto de 1798 la torre, afectada, se bajó al nivel que tiene hoy y se le dotó del aspecto actual. Por los mismos motivos de estabilidad, se cerraron el ojo central de la fachada las ventanas laterales. La última intervención se hizo entre 1941 y 1963, durante las cuales se eliminaron ciertas sobreposiciones barrocas, se repararon algunas formas góticas antiguas y se agregaron los vitrales con las Historias de Santa Catalina.
En este templo se conserva la cabeza incorrupta de Santa Catalina de Siena.